# Vânători (Galați)
Pour les articles homonymes, voir Vânători.
Vânători est une commune du județ de Galați en Roumanie.